# Агуйа
Агуйа, или орлиный канюк (лат. Geranoaetus melanoleucus), — вид птиц семейства ястребиных. Ранее считалось, что это единственный вид рода Geranoaetus.

## Описание
Агуйа достигает длины 62—76 см; самки значительно крупнее самцов.

## Распространение
Агуйа распространён в Южной Америке. Он населяет разнообразные открытые и полуоткрытые ландшафты, а также горные регионы вплоть до высоты 3000 м над уровнем моря.

## Питание
Его добыча — это, прежде всего, мелкие и средней величины млекопитающие, а также птицы и насекомые.

## Размножение
Птица сооружает своё гнездо на высоких деревьях или утёсах.